# Grażyna Chrostowska
Grażyna Chrostowska (ur. 20 września 1921 w Lublinie, zm. 18 kwietnia 1942 w Ravensbrück) – poetka polska, działaczka podziemia w okresie II wojny światowej, należąca do pokolenia Kolumbów.

## Życiorys
Pochodziła z rodziny o tradycjach szlacheckich wywodzącej się z heraldycznego rodu Ostoi. Była córką Michała Chrostowskiego i Wandy z Pomianowskich. Wraz z siostrą Apolonią wychowane zostały w atmosferze patriotycznej.
Grażyna Chrostowska ukończyła Liceum im. Heleny Czarnieckiej przy ulicy Bernardyńskiej w Lublinie. W szkole przejawiała szerokie zainteresowania humanistyczne, pisała wiersze i inne krótkie formy literackie, próbowała swoich sił w prozie, działała w teatrzyku szkolnym, harcerstwie, pasjonowała się filmem.
Podczas okupacji hitlerowskiej Chrostowscy brali udział w konspiracji. Michał Chrostowski był jednym z organizatorów KOP (Komenda Obrońców Polski), pierwszej grupy konspiracyjnej w Lublinie po zajęciu Polski przez Niemców. Grażyna Chrostowska wstąpiła do tej organizacji i zajmowała się wraz z siostrą Apolonią redagowaniem i kolportażem pisma Polska Żyje. Aresztowana została 8 maja 1941 roku wraz z ojcem podczas odwiedzin u zatrzymanej wcześniej siostry Apolonii, w więzieniu "Pod Zegarem". W dniu 23 września 1941 roku została wywieziona do obozu koncentracyjnego w Ravensbrück, gdzie otrzymała numer obozowy 7714. Pracowała w obozie przy wyrobie słomianych ocieplaczy na żołnierskie buty. 
Została rozstrzelana wraz z siostrą Apolonią 18 kwietnia 1942 roku. Tego dnia napisała swój ostatni wiersz pt. Niepokój. Wiersze: Kamienie, Wędrowałabym, Obczyzna i Niepokój zostały przetłumaczone na język francuski przez Ninę Iwańską i opublikowane w wydawnictwie Ravensbrück (Neuchâtel 1945, Êd. de la Baconnière, str. 106–109). W 2002 ukazała się książka z jej zbiorem wierszy Jakby minęło już wszystko pod redakcją Alojzego Leszka Gzelli. Część wierszy Grażyny Chrostowskiej nie ocalałaby, gdyby nie to, że współwięźniarki poetki w KL Ravensbrück uczyły się ich na pamięć. W roku 2018 powstał fabularyzowany film dokumentalny o Grażynie Chrostowskiej pod tytułem Za kratą są zielone drzewa w reżyserii Magdaleny i Rafała Kołodziejczyków. Siostry Grażyna i Apolonia (Pola) Chrostowskie, posiadały stopień podporucznika i odznaczone zostały Krzyżami Walecznych i Złotymi Krzyżami Zasługi.
Poniżej cytowany jest ostatni wiersz poetki, napisany przed śmiercią w obozie:
Niepokój
Dzień ten taki właśnie, jak
„Niepokój” Szopena.
Ptaki nisko kołują nad ziemią.
Niespokojne.
Spłoszone z gniazd swych.
Nadsłuchują...
W przyrodzie cisza. Ciepło, jak
przed burzą.
Z zachodu płyną niskie, ciemne
chmury.
Przewalają się po niebie wiosenne
wichury.
Przyczajony lęk w sercu.
Tęsknota… tęsknota …
Chcę chodzić po rozmokłych, po
dalekich drogach,
Słuchać szumu wichrów … Łowić
oddech wiosny,
Czuć najgłębiej. Odnaleźć ciszę
miłości.
Idę. Nie znajduję. Wciąż
zmierzam i wracam.
Gdzieś daleko zostały chałupy
wieśniacze,
Chmury poszły na wschód. I na
wschodniej stronie
Stoją drzewa samotne, ciemne,
pochylone.
W wichrze stoją i w ciszy.
Chwiane niepokojem..